# Miopatia distiroidea
Per  Miopatia distiroidea  in campo medico, si intende una forma di paralisi miogena, una forma di strabismo. Nelle forme paralitiche l'angolo di strabismo cambia a differenza dell'altra forma definita concomitante, che non cambia.

## Manifestazioni
Tale miopatia è caratterizzata dall'ingrossamento dei muscoli oculari, questi infastidiscono la vista dell'individuo provocando esoftalmo. L'elevazione bulbare viene compromessa, il deficit può trovarsi in entrambi gli occhi oppure in uno solo. 

## Terapia
Oltre a tipi di farmaci e lenti particolari nei casi più gravi si rende necessario l'intervento chirurgico (sempre risolutivo).